# Pion schenkii
Pion schenkii är en stekelart som först beskrevs av Jaennicke 1867.  Pion schenkii ingår i släktet Pion och familjen brokparasitsteklar. Inga underarter finns listade i Catalogue of Life.